# Harzer Fuchs
Der Harzer Fuchs gehört zu den Altdeutschen Hütehunden. Die Bezeichnung Altdeutsche Hütehunde ist ein Oberbegriff, unter dem die verschiedenen Schläge zusammengefasst werden.

## Herkunft und Geschichtliches
Der Harzer Fuchs ist ein Hütehund. Er war immer der Hund der Viehhirten und musste deren Ansprüchen genügen. Ursprünglich war der Harzer Fuchs ein Kuhhund, der für die Arbeit am Harzer Rotvieh eingesetzt wurde, er wurde aber schon früh auch zum Hüten von Schafen eingesetzt. Harzer Füchse sind sehr harte, aber freudige Arbeiter, flink und wendig, von schneller Auffassungsgabe und wacher Intelligenz. Aufgrund dieser typischen Eigenschaften eines Arbeitshundes sollte bei der Haltung auf eine intensive Beschäftigung des Hundes geachtet werden.
Fast alle alten landwirtschaftlichen  Tierrassen und Schläge sind vom Aussterben bedroht, da ihre eigentlichen Nutzungszwecke und Aufgaben rar geworden bzw. ganz weggefallen sind. Altdeutsche Füchse und mit ihnen der Harzer Fuchs werden von der Gesellschaft zur Erhaltung alter und gefährdeter Haustierrassen e. V. (GEH) als gefährdet eingestuft und in deren Roter Liste in Kategorie III aufgeführt.

## Beschreibung
Wie bei allen Arbeitshunden der Hirten ist der Type „Fuchs“ lange nicht so einheitlich wie bei einer von Zuchtvereinen gezüchteten Hunderasse. Der Harzer Fuchs wird um die 50 bis 60 cm groß mit dem namensgebenden rötlichen, von cremefarben, rot bis rußigroten meist langstockhaarigem Fell, mit viel Unterwolle. Der Hund ist damit unter allen Bedingungen ausgesprochen wetterfest. Bei den Ohren kommen sowohl Kippohren in allen Ausführungen als auch Stehohren vor.

## Wesen
Als ursprünglicher Arbeitshund ist der Harzer Fuchs nur eingeschränkt als Familienhund geeignet. Dennoch hat er eine gewisse Verbreitung abseits seines ursprünglichen Aufgabengebietes gefunden. Dies kann auch auf seine seltene und sonst eher ungewöhnliche Fellfarbe zurückgeführt werden. Er ist ein sehr sportlicher Hund und benötigt körperliche und geistige Beschäftigung.